# Groove (muziek)
Een groove is een muzikale term die in zwang is in de populaire muziek voor een reeks noten die dwingt tot dansen of bewegen; in de jazzmuziek wordt dit swing genoemd. Het gaat bij een groove met name om een gevoelsmatig voortstuwend ritme, gespeeld door de ritmesectie van een band, soms ondersteund door een basgitaar of keyboards.
Vanuit de muziekwetenschap wordt het concept van een groove al onderzocht vanaf de jaren 1990. Men bepleit dat een groove een begrip van ritmische patronen of gevoel is, met een intuïtieve doorlopende beweging die ontstaat uit deze ritmiek. Het concept wordt verbonden aan ostinato's die veel voorkomen in verschillende soorten dansmuziek van Afro-Amerikaanse afkomst zoals rhythm-and-blues, funk, jazz, salsa, rock, pop en hiphop.
Een bekend voorbeeld van hoe de groove ook de overhand had in Westerse mainstream-muziek is het popnummer "Take a Chance on Me" van ABBA. Terwijl Agnetha en Frida de melodiestemmen zingen, zingen Benny en Björn de groove "Take a chance take a chance take a chance take a chance."